# Haliastur
Haliastur is een geslacht van vogels uit de familie van de havikachtigen (Accipitridae). De wetenschappelijke naam van het geslacht is voor het eerst geldig gepubliceerd in 1840 door Prideaux John Selby. De tot het geslacht behorende soorten komen beide voor in Zuidoost-Azië en Oceanië.
- Haliastur indus – Brahmaanse wouw
- Haliastur sphenurus – Wigstaartwouw